# Lansing (Michigan)
Lansing az amerikai Michigan állam fővárosa. A Lansingi egyházmegye püspöki székvárosa. Lakosainak száma 112 644 fő (2020. április 1.).

## Népesség
| Lakosok száma | 114 297 | 112 644 | 112 537 |
|               | 2010    | 2020    | 2022    |

## Fekvése
Nagyobbrészt Ingham megyében fekszik, de egyes részei Eaton megyébe is átnyúlnak. Ez az egyetlen a szövetségi államok székhelyei közül, amely nem megyeszékhely is egyben: Ingham megye székhelye Mason, bár Lansingben is vannak irodái.
Lansing térsége fontos oktatási, kulturális, kormányzati, üzleti és csúcstechnológiai ipari központ. Itt található a Michigani Állami Egyetem és számos más – például egészségügyi, jogi – felsőoktatási intézmény.

## Gazdaság
Ez a város volt a REO Motor Car Company járműgyár központja.

## Híres emberek
- John Hughes - filmrendező
- Magic Johnson - kosárlabdázó
- Burt Reynolds - színész
- Steven Seagal - akciófilmszínész, harcművész
- Gretchen Whitmer - jogász és politikus

## Fordítás
- Ez a szócikk részben vagy egészben a Lansing, Michigan című angol Wikipédia-szócikk ezen változatának fordításán alapul.  Az eredeti cikk szerkesztőit annak laptörténete sorolja fel. Ez a jelzés csupán a megfogalmazás eredetét és a szerzői jogokat jelzi, nem szolgál a cikkben szereplő információk forrásmegjelöléseként.